# Copán
Copán é uma antiga cidade pré-colombiana situada no extremo oeste de Honduras, no departamento homônimo, próximo à fronteira com a Guatemala. Este lugar é  o maior sítio arqueológico do período clássico da civilização maia. 
Esta cidade-estado, antigamente chamada  Xukpi, floresceu do século V até o século IX, com antecedentes que voltam pelo menos até o século II a.C. Seu nome original Oxwitik aparenta referir-se à sua situação no extremo oriental e sul do território maia.

## Descrição das ruínas
A cidade de Copán é famosa por ter produzido a melhor série de trinta e oito notáveis estelas retratando a maioria dos eventos ocorridos em sua história, instaladas seqüencialmente na praça central da cidade, adjacente à acrópole (um grande complexo de pirâmides, praças e palácios). As estelas, inscrições e relevos decorativos de Copán são o que há de mais refinado que sobreviveu da arte da meso-américa antiga. 
Muitas das estruturas foram refinadamente decoradas com esculturas de pedras do tamanho que uma pessoa pode levar, arranjadas num extenso mosaico.
O local também tem um grande estádio de jogo de bola meso-americano.
No ápice do período clássico, Copán parecia ter uma quantidade inusual de nobreza secundária próspera, escriturários e artesãos, alguns dos quais construíram para si próprios suas casas em pedra decorada (privilégio reservado apenas aos nobres e sacerdotes na maioria das outras cidades), e em algumas fizeram inscrições hieroglíficas. 

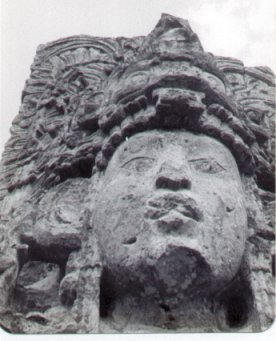
Foto da estela "H", detalhe representando o 18° rei "Coelho"

As construções de Copán sofreram consideralvelmente com as forças da natureza nos séculos em que estiveram abandonadas, até a sua redescoberta. Ocorreram numerosos terremotos e nenhum dos tetos manteve-se intacto. A principal escadaria que continha inscrições estava desmoronada quando redescoberta. O Rio Copán mudou o seu curso e inundou uma parte da cidade, destruindo parte da acrópole e vários dos grupos arquitetônicos subsidiários do lugar. Além disto, as edificações foram invadidas pela vigorosa selva tropical que periodicamente se incendiava, causando danos consideráveis às pedras calcárias das construções. 
Muitas das estruturas deste sítio têm sido constantemente consolidadas e restauradas por vários arqueólogos que estudam o lugar.

## História pré-colombiana
O vale fértil do rio Copán sempre foi um local de população agrícola muito antes dos primeiros edifícios em pedra serem construídos na região, por volta do século IX a.C..
Um reino parece ter sido estabelecido em Copán em 159 d.C. e progrediu até se tornar um dos locais mais importantes da civilização maia antes do século V. Foram erguidos monumentos, com registros hieroglíficos datados de 435 até 822. 
Nos textos de uma destas estelas, proclama-se que a cidade de Xukpi (Copán) era a cidade maia mais poderosa da região embora tenha sofrido uma derrota catastrófica nas mãos do reino de Quirigua no ano de 738. Este fato deve ter causado uma derrocada no afluxo de recursos naturais que sustentavam o poder das cidades-estado soberanas da era clássica e pode ter sido o fator determinante de sua fase final, até o completo abandono.  
A área continuou a ser ocupada depois dos últimos centros cerimoniais e monumentos reais serem erguidos, mas a população declinou nos séculos VIII e IX talvez de 20000 para menos 5000 habitantes na cidade. 
O centro cerimonial estava há muito tempo abandonado, e nos arredores do vale só havia uns poucos povoados agrícolas quando os espanhóis chegaram no século XVI.

## Lista de reis de Xukpi conhecidos
- Yax K'uk' Mo' ("  ") antes - 426-437
- K'inich Popol Hol ("  ") c. 437
- 1 rei de nome desconhecido c. 455
- Cu Ix ("   ") c. 465

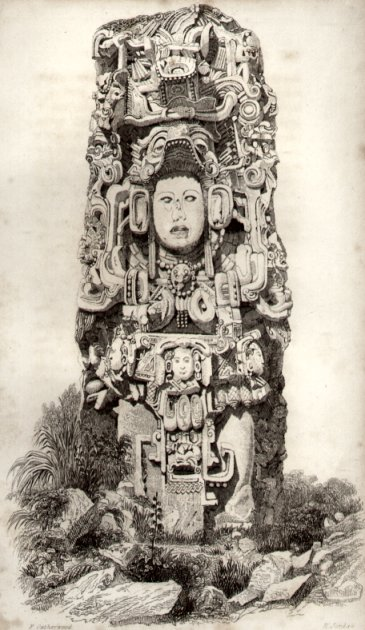
Estela N, face sul, representando o rei K'ac Yipyaj Chan K'awiil ("Concha fumegante"), como desenhado por Catherwood em 1839

- 2 reis de nomes desconhecidos, 476, 485
- " ... " ("Vitória Régia Jaguar") depois 504-544
- 2 reis de nome desconhecidos; o último morto em 553
- " ... " ("Lua Jaguar")  553-578
- Butz' Chan  578-628
- Imix K'awiil  - (Fumo "... ") 628-695
- Uaxaclajuun Ub'aah K'awiil ("18 Coelho") 695-738
- K'ac Joplaj Chan K'awiil ("Fumo Macaco") 738-749
- K'ac Yipyaj Chan K'awiil ("Fumo Concha"; "Fumo Esquilo") 749-763
- Yax-Pasaj Chan Yoaat ("Yax Pac") 763-after 810
- (provável período de vacância do trono)
- U-Cit-Tok 822
- Centro Cerimonial abandonado  em 827

## Copán nos tempos modernos
Na época em que a Espanha conquistou as Honduras, o sítio foi invadido pela floresta tropical. Embora arruinada, a cidade sempre foi conhecida dos locais desde os tempos coloniais até quando foi visitada por uma série de exploradores no início do século XIX. Juan Galindo escreveu uma descrição das ruínas em 1834, e publicado no ano seguinte, motivou e interessou o explorador e escritor estadunidense John Lloyd Stephens e o arquiteto e desenhista  inglês Frederick Catherwood, que ilustrou o livro descrevendo Copán e outros lugares e que vieram a excitar muito o interesse geral e acadêmico pelas antiguidades meso-americanas. Sua publicação é considerada o início dos estudos da civilização maia que prosseguem atualmente. O sítio de Copán foi objeto de umas das primeiras escavações arqueológicas conduzidas pelo Peabody Museum e Universidade de Harvard de 1891 até 1894. Algumas escavações e restaurações foram iniciadas pela Carnegie Institution em 1930 e novamente pelo PeabodyMuseum em 1970, seguindo-se do Projeto Copán do Governo de Honduras que segue-se até os dias de hoje.
Parte dos vestígios arqueológicos mais importantes estão reunidos no Museu de Escultura de Copán, incluindo uma réplica em tamanho real do Templo de Rosalila.